# Lepidopilum curvirameum
Lepidopilum curvirameum är en bladmossart som beskrevs av Jean Édouard Gabriel Narcisse Paris 1900. Lepidopilum curvirameum ingår i släktet Lepidopilum och familjen Daltoniaceae. Inga underarter finns listade i Catalogue of Life.